# Open de Russie
Pour le tournoi de badminton, voir Open de Russie (badminton).
L'Open de Russie est un tournoi de golf professionnel pour hommes faisant partie de l'European Tour, qui se joue en Russie chaque année de 1996 à 2008, puis depuis 2013.
L'édition 2007 était dotée de deux millions de dollars dont 244 250 pour le vainqueur[réf. souhaitée].
En 2015, la dotation global du tournoi est de 1 000 000 €.

## Palmarès
| année     | Vainqueur           | Nationalité     |
| --------- | ------------------- | --------------- |
| 1996      | Carl Watts          | Angleterre      |
| 1997      | Michele Reale       | Italie          |
| 1998      | Warren Bennett      | Angleterre      |
| 1999      | Iain Pyman          | Angleterre      |
| 2000      | Marco Bernardini    | Italie          |
| 2001      | Jamie Donaldson     | Pays de Galles  |
| 2002      | Iain Pyman          | Angleterre      |
| 2003      | Marcus Fraser       | Australie       |
| 2004      | Gary Emerson        | Angleterre      |
| 2005      | Mikael Lundberg     | Suède           |
| 2006      | Alejandro Cañizares | Espagne         |
| 2007      | Per-Ulrik Johansson | Suède           |
| 2008      | Mikael Lundberg     | Suède           |
| 2009-2012 | Pas de tournoi      | Pas de tournoi  |
| 2013      | Michael Hoey        | Irlande du Nord |
| 2014      | David Horsey (en)   | Angleterre      |
| 2015      | Lee Slattery        | Angleterre      |